# واحد سازمانی
در علم کامپیوتر، واحد سازمانی (OU یا Organizational Unit) یک روش کاربردی برای سازمان‌دهی و دسته‌بندی اشیاء با نام‌ها در سیستم های دایرکتوری و سلسله مراتب گواهی دیجیتال است. به زبان ساده، وقتی در یک سیستم چندین موجودیت با نام مشابه داریم (مثل دو کاربر به نام "جان دو" در بخش های مختلف یک سازمان)، OU کمک می‌کند تا آن‌ها را از هم تفکیک کنیم.مثلاً می‌توان "جان دو" را در "واحد بازاریابی" از "جان دو" در واحد "خدمات مشتری" متمایز کرد. علاوه بر این، واحد‌های سازمانی ابزار قدرتمندی برای مدیریت و توزیع اختیارات هستند. به عنوان مثال، به جای اینکه همه حساب‌های کاربران توسط یک گروه مرکزی مدیریت شود، می‌‌توان این وظیفه را به تکنسین‌های محلی هر بخش سپرد. واحد‌های سازمانی معمولاً در سیستم‌هایی مانند دایرکتوری X.500، گواهی‌های دیجیتال Active Directory (AD) ، LDAP, X.509 و Lotus Notes به چشم می‌خورند. البته این مفهوم می‌تواند در هر سیستم مدرن دیگری که نیاز به گروه‌بندی اشیاء یا مدیریت گواهی‌های دیجیتال دارد، نیز استفاده شود.
در بیشتر سیستم‌ها، واحد های سازمانی (OU) در داخل یک گروه‌بندی سازمانی سطح بالا یا گواهی سازمانی که به آن دامنه (Domain) گفته می‌شود، ظاهر می‌شوند. در بسیاری از سیستم‌ها، یک OU می‌تواند درون یک OU دیگر نیز وجود داشته باشد. وقتی OU ها به صورت تو در تو (Nested) قرار می‌گیرند، به این صورت که یک OU دیگری را در بر می‌گیرد، رابطه‌ای ایجاد می‌شود که در آن OU داخلی فرزند (Child) و OU خارجی والد (Parent) نامیده می‌شود. به این ترتیب، OU ها برای ایجاد یک سلسله مراتب از ظرف‌ها (Containers) درون یک دامنه استفاده می‌شوند. لازم به ذکر است که فقط OU‌هایی که در یک دامنه مشترک قرار دارند، می‌توانند با یکدیگر رابطه داشته باشند. OUهایی با نام یکسان در دامنه‌های مختلف کاملاً مستقل از یکدیگر هستند.

## کاربرد‌های خاص
اصلاح واحد سازمانی به نظر می‌رسد نمایانگر یک سازمان واحد با چندین بخش(دپارتمان) در درون آن سازمان باشد.[نیازمند منابع] با این حال، OU‌ها همیشه از این الگو پیروی نمی‌کنند.آن‌ها ممکن است نشان‌دهنده مناطق جغرافیایی، وظایف شغلی، ارتباط با گروه‌های دیگر(خارجی) یا فناوری مرتبط با اشیاء باشند.
نمونه‌هایی از کاربرد‌های واحد سازمانی (OU) شامل موارد زیر است:
- دپارتمان ها: مانند واحد منابع انسانی در یک شرکت.
- بخش ها: مانند شرکت LifeScan,Inc. که متعلق به یک شرکت مادر (Johnson & Johnson)است اما به طور جداگانه عمل می‌کند.با این حال، این نوع ساختار معمولاً در یک دامنه جداگانه قرار می‌گیرد.
- ارتباطات خارجی: مانند پیمانکارانی که به سازمان وابسته نیستند اما با آن همکاری می‌کنند.
- مناطق حغرافیایی متمایز: برای مثال، شهر کانزاس. استاندارد X.521 توصیه می‌کنند که برای این موارد از یک با عنوان "locality" استفاده می‌شود.
- انواع شغل یا وظایف: مانند مدیران یا سرور‌های ذخیره‌سازی که در تمام بخش‌های یک شرکت فعالیت می‌کنند. این موارد باید با یک ورودی به نام نقش سازمانی "organizational role" نمایش داده شوند.

### Sun Enterprise Directory Server and Active Directory
در Sun Java System Directory Server و Microsoft Active Directory(AD)، یک واحد سازمانی می‌تواند شامل هر واحد دیگری باشد، از جمله سایر OUها، کاربران، گروه‌ها و کامپیوتر ها. OUهایی که در دامنه‌های جداگانه قرار دارند ممکن است نام‌های یکسانی داشته باشند، اما کاملاً مستقل از یکدیگر هستند.
واحد های سازمانی به مدیران سیستم اجازه می‌دهند که کامپیوتر ها و کاربران را در گروه‌هایی سازمان‌دهی کنند تا بتوانند سیاست‌های مشترکی را بر آن‌ها اعمال کنند. OUها همچنین یک ساختار سلسله مراتبی ارائه می‌دهند اگر به درستی طراحی شوند، می‌توانند فرآیند مدیریت را ساده‌تر کنند.

## ریشه ها در نرم افزار‌های X.500، نوول و لوتوس
نوول (Novell) و لوتوس (Lotus) دو ارائه‌دهنده بزرگ ترین سیستم‌های دایرکتوری نرم افزاری بودند. هر یک از این شرکت‌ ها کار خود را با ساختار‌های حساب و دایرکتوری تخت آغاز کردند و با محدودیت‌های ناشی از پشتیبانی و تعارض نام در این ساختار ها رو ‌به‌رو شدند. آن ها در حدود سال 1993 مفهوم واحد سازمانی (OU) از X.500 را در نسل بعدی نرم‌افزار های خود پذیرفتند. نوول این تغییر را با عرضه Novell Directory Services (که بعد‌ها به نام eDirectory شناخته شد) و لوتوس با انتشار نسخه سوم Lotus Notes اجرا کردند. ادعا شده است که مایکروسافت از دایرکتوری نوول به عنوان الگویی برای نسخه اولیه Active Directory(AD) استفاده کرده است. با این حال، این ادعا مشکوک به نظر می‌رسد، زیرا X.500 به عنوان "جد بزرگ" تمام سیستم های دایرکتوری شناخته می‌شود.